# Savitri en Satyavan

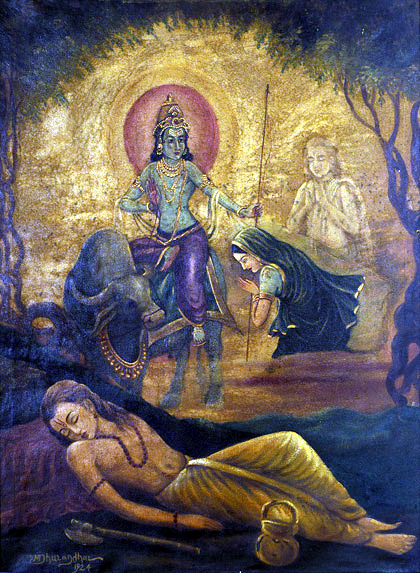
Savitri, Satyavan en Yama

Savitri en Satyavan is een hindoeïstisch sprookje dat reeds genoemd werd in de Vana Parva, een van de delen van de Mahabharata. Hierin vormt het een verhaal in een ander verhaal. Het gaat over de liefde tussen prinses Savitri en de verbannen prins Satyavan. Door haar volhardende toewijding weet ze zelfs te voorkomen dat de god Yama hem doodt. Er is een groot aantal Indiase films gemaakt die gebaseerd zijn op dit verhaal.